# Договор о дружбе между Италией и Ливией
Договор о дружбе, партнёрстве и кооперации между Италией и Ливией (также Бенгазский договор, англ. Treaty of Benghazi) — договор между Итальянской республикой и Великой Социалистической Народной Ливийской Арабской Джамахирией, подписанный в августе 2008 года в Бенгази и вошедший в силу 2 марта 2009 года. Интересен тем, что, менее чем через два года после его вступления в силу, Италия односторонне «приостановила» действие договора, чтобы дать возможность союзникам по НАТО наносить авиаудары по Ливии с баз в Италии.

## Содержание
- Преамбула
- Часть первая. Общие принципы
  - Статья 1. Уважение международного признания (англ. legitimacy)
  - Статья 2. Равный суверенитет
  - Статья 3. Воздержание от угроз силой и применения силы
  - Статья 4. Невмешательство во внутренние дела
  - Статья 5. Мирное разрешение конфликтов
  - Статья 6. Уважение прав и свобод человека
  - Статья 7. Диалог между культурами и цивилизациями
- Часть вторая. Прекращение исторических споров
  - Статья 8. Строительство инфраструктуры
  - Статья 9. Создание совместной комиссии
  - Статья 10. Особая инициатива
  - Статья 11. Визы для итальянских граждан, депортированных в 1970-е годы
  - Статья 12. Создание социального фонда
  - Статья 13. Проблема итальянских долгов
- Часть третья. Установление равного и нового партнёрства
  - Статья 14. Создание двух комитетов, одного на высшем уровне и одного на уровне министерств иностранных дел
  - Статья 15. Сотрудничество в областях наук
  - Статья 16. Культурное сотрудничество
  - Статья 17. Промышленное и экономическое сотрудничество
  - Статья 18. Энергия
  - Статья 19. Терроризм, организованная преступность, наркотики и незаконная иммиграция
  - Статья 20. Оборона
  - Статья 21. Нераспространение оружия массового поражения
  - Статья 22. Сотрудничество парламентов и гражданских обществ
- Часть четвёртая
  - Статья 23. Окончательные правила

## Ненападение и членство Италии в НАТО
После заключения договора в прессе поднимался вопрос о совместимости запрета на враждебные действия, инициированные с территории обеих стран, с членством Италии в НАТО. Комментаторы отмечали, что технически несовместимость отсутствует, так как это не договор о ненападении, и Италия сможет действовать в соответствии с договором НАТО, если Ливия будет действовать вне международно признанных норм. По мнению комментаторов, ссылка на международные законы в начале соответствующей статьи была предназначена для того, чтобы допустить действия с территории Италии с целью самообороны или в соответствии с решением ООН.

## Приостановка действия договора
Когда некоторые страны-члены НАТО запросили разрешения на использование итальянских аэродромов для нанесения ударов по Ливии в марте 2011 года в ходе интервенции в Ливии, Италия дала разрешение. Министр иностранных дел Фраттини охарактеризовал договор как «де-факто приостановленный», хотя сам же ещё в начале марта 2011 года заявлял, «Договор о дружбе между Италией и Ливией все еще действует … Италия не будет использовать и не позволит использовать свою территорию для осуществления враждебных акций против Ливии».